# Zsigmond Beöthy
Zsigmond Beöthy (17. února 1819 Komárno – 29. ledna 1896 Komárno) byl maďarský básník, spisovatel, právník.

## Život
Zsigmond Beöthy navštěvoval střední školy ve svém rodném městě a v Bratislavě (tehdy Pozsony), poté získal právnický titul na Královské univerzitě v Pešti. Jako básník debutoval roku 1834, advokátem se stal v roce 1841. V roce 1846 byl zvolen luteránským hlavním notářem. Během maďarské revoluce v letech 1848–1849 pracoval na ministerstvu. Po pádu revoluce byl právníkem. V roce 1861 byl zvolen poslancem, po krátkém působení v parlamentu nadále působil jako soudce. V roce 1888 odešel do penze, ale zároveň byl senátorem.

## Dílo (výběr)
- Csáb (1839) - drama
- Kóbor Istók (1840) - hudební komedie
- Követvälläs (1844) - komedie
- Elemi magyar közjog (1846) - průkopnická právnická práce
- Összes költeményei (1851) - všechny básně
- A magyarországi protestáns gírzára votókóz zós országos törvények, tört., közjogi és przyczaki zayedkekkel (česky Všechny národní zákony týkající se protestantské církve v Maďarsku, s překladem, veřejným právem a praktickými poznámkami), 1876